# Rumänien i olympiska vinterspelen 2018
Rumänien deltog i de olympiska vinterspelen 2018 i Pyeongchang, Sydkorea, med en trupp på 27 atleter (arton män, nio kvinnor) fördelat på åtta sporter.
Vid invigningsceremonin bars Rumäniens flagga av skidskytten Marius-Petru Ungureanu.